# 绒毛赛瓜参
绒毛赛瓜参（学名：Thyone villosa）为沙鸡子科赛瓜参属的动物。分布于菲律宾群岛以及中国大陆的浙江到广东等地，常栖息于水深43-73米的沙底或贝壳沙底。该物种的模式产地在菲律宾群岛。